# Rabah Saâdane
Rabah Saâdane - em árabe, رابح سعدان (Batna, 3 de maio de 1946) - é um treinador de futebol argelino
Assumiu a Seleção Argelina de Futebol várias vezes, inclusive na Copa do Mundo de 1986. Foi técnico 2007-2010 da Argélia, participando da Copa das Nações Africanas e da Copa do Mundo de 2010.